# Oncidium sotoanum
Oncidium sotoanum là một loài thực vật có hoa trong họ Lan. Loài này được R. Jiménez & Hágsater mô tả khoa học đầu tiên năm 2010.